# Emanuel List
Emanuel List, né le 22 mars 1888 à Vienne, et mort dans la même ville le 21 juin 1967, était un chanteur d'opéra autrichien, naturalisé américain.

## Biographie et carrière
Il reste l'une des basses les plus graves et les plus vocalement sinistres de son temps, en particulier dans le répertoire wagnérien, appelée par le chef d'orchestre Leo Blech « la plus noire des basses ». Comparé à son Hunding de 1935 (sous la direction de Bruno Walter), 
même ceux de Gottlob Frick (avec Wilhelm Furtwängler en 1954, et Georg Solti en 1966) n'atteignent pas le même niveau de noirceur. Comme interprète de Hagen et de Fafner, List était pareillement effrayant.
Viennois comme son contemporain Ludwig Weber, il fut d'abord apprenti tailleur, puis comédien et choriste, membre d'un quatuor vocal itinérant, qui le conduisit notamment à jouer dans un théâtre de vaudevilles à Londres, avant d'émigrer aux États-Unis, où il chanta même dans des cinémas et suivit des cours avec Josiah Zuro. De retour à Vienne, il débute en 1922 à la Volksoper dans le rôle de Méphistophélès dans le Faust de Gounod, puis se produit à Berlin, où il restera jusqu'à son exil en 1934. Il entame une carrière internationale, en chantant à Covent Garden (1925-1934), Salzbourg (1931-1935), où il apparaît en Commandeur (Don Giovanni), Osmin (L'Enlèvement au sérail), Don Fernando (Fidelio), Marke ( Tristan et Isolde), avec Bruno Walter. En 1933 il est acclamé au  Festival de Bayreuth dans les rôles de Fafner (L'Or du Rhin et Siegfried), Hunding (La Walkyrie), Hagen (Le Crépuscule des dieux), Pogner (Les Maîtres chanteurs de Nuremberg) et Gurnemanz (Parsifal).
En raison de ses origines juives, List, qui était membre de l'opéra d'État de Berlin depuis 1923, dut quitter l'Allemagne dès 1934, connaissant en cela le même sort que son collègue Friedrich Schorr. Il émigre alors aux États-Unis, et se produit surtout au Metropolitan Opera de New York (où il avait chanté dès décembre 1933), jusqu'en 1950, date à laquelle il revient à Berlin, désormais en République fédérale d'Allemagne, y chante encore pendant deux ans, avant de se retirer de la scène et finir ses jours à Vienne, sa ville natale.
Tout comme Gottlob Frick, Emanuel List n'était pas seulement un « méchant » de tout premier ordre, mais aussi un excellent interprète de rôles plus légers ou comiques (Osmin, Baron Ochs). Néanmoins, selon André Tubeuf, en raison de ses qualités mêmes et du format exceptionnel de sa voix, « immense, de présence et de voix, et d'une projection scénique et vocale, terrifiante [...] sans la versatilité et l'humanité d'un Kipnis, il resta noir - un vilain. »
Parmi ses enregistrements disponibles (surtout des extraits d'opéras de Wagner), il convient de signaler en particulier son interprétation de Hunding dans le célèbre 1er acte de La Walkyrie par l'Orchestre philharmonique de Vienne dirigé par Bruno Walter (les autres actes ne purent être menés à bien pour cause de menace nazie), avec Lotte Lehmann et Lauritz Melchior, réalisé entre le 20 et 22 juin 1935. On retient également un enregistrement pirate de Lohengrin, dans le rôle du Roi Henri, au Met de New York, en 1935, avec Lauritz Melchior, Lotte Lehmann, Marjorie Lawrence et Friedrich Schorr, sous la direction de Artur Bodanzky.

## Sources
- André Tubeuf, dans Les Introuvables du chant wagnérien, L'Avant-Scène opéra, no 67, septembre 1984, p. 134-135.
- Guide des opéras de Wagner. Livrets — Analyses — Discographies, sous la direction de Michel Pazdro, Paris, Fayard, coll. « Les Indispensables de la musique », 1998.
- Dictionnaire encyclopédique Wagner, sous la direction de Timothée Picard, Arles, Actes Sud / Paris, Cité de la musique, 2010.
- L’Univers de l’opéra. Œuvres, scènes, compositeurs, interprètes, sous la direction de Bertrand Dermoncourt, Paris, Robert Laffont, coll. « Bouquins », 2012.
- Le Nouveau Dictionnaire des interprètes, sous la direction de Alain Pâris, Paris, Robert Laffont, coll. « Bouquins », 2015.
- (de) Horst Seeger, Opernlexikon, 4. Auflage 1989, Henschelverlag Kunst und Gesellschaft Berlin, DDR.